# Aunay-sur-Odon
Aunay-sur-Odon è un ex comune francese di 3 123 abitanti situato nel dipartimento del Calvados nella regione della Normandia. Dal 1º gennaio 2017 è stato unito ad altri sei comuni per formare il comune di Les Monts d'Aunay, del quale costituisce comune delegato.

## Storia
Il 1º gennaio 2017 il comune di Aunay-sur-Odon si è unito a Bauquay, Campandré-Valcongrain, Danvou-la-Ferrière, Ondefontaine, Le Plessis-Grimoult e Roucamps per formare il comune nuovo di Les Monts d'Aunay.

## Società

### Evoluzione demografica
Abitanti censiti